# Badia de Sanggar
La badia de Sanggar (indonesi: Teluk Sanggar) és una gran badia de l'illa de Sumbawa, al nord-est de península de Sanggar i el mont Tambora. El 1815, a conseqüència de l'erupció del mont Tambora del 1815 (l'erupció més gran de la història), hi caigueren una munió de trossos de pumicita flotant sobre els quals suraven arbres i els vestigis de cases arrossegats per l'erupció.